# Gold's Gym

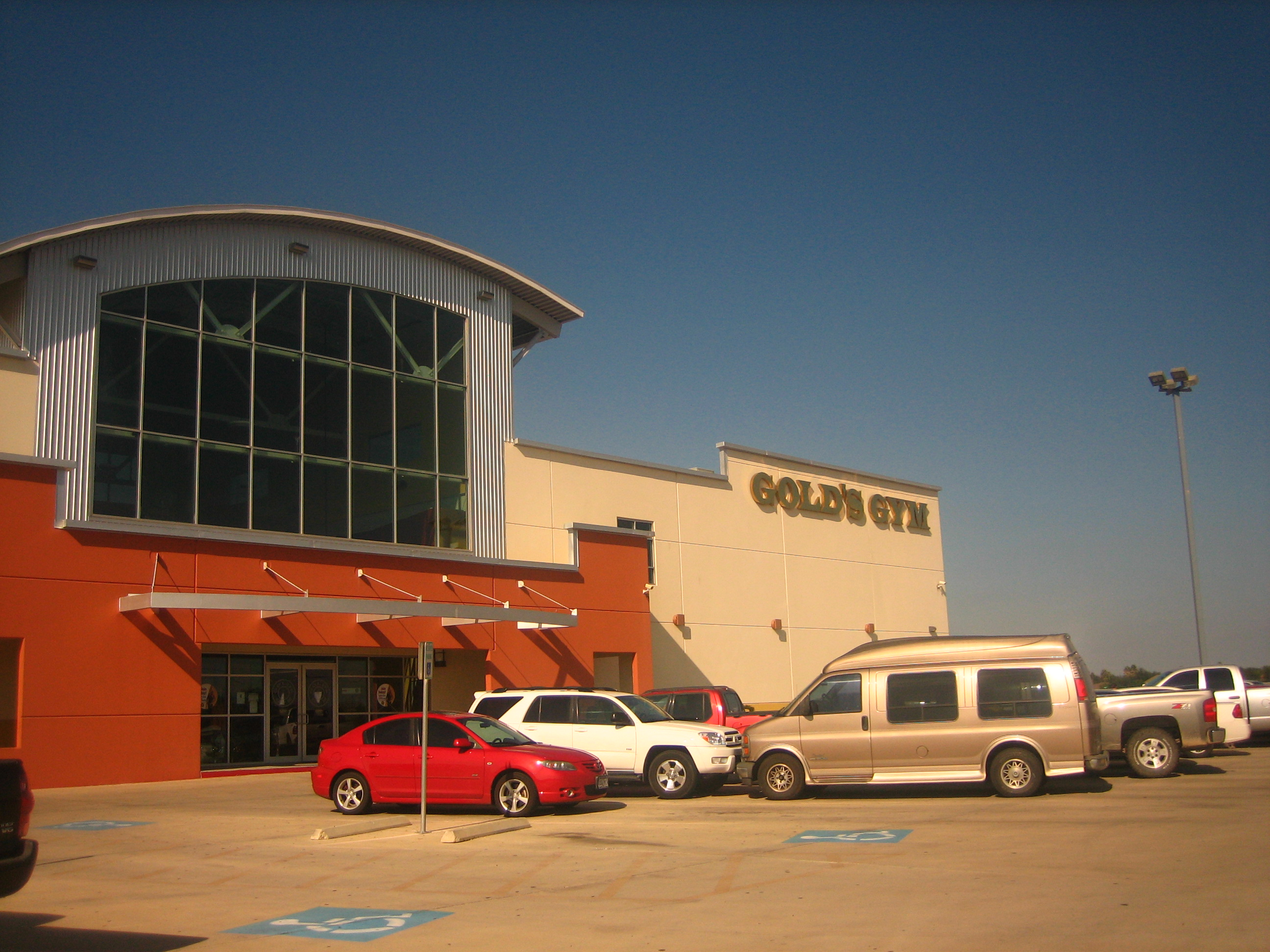
Gold's Gym i Laredo, Texas.

Gold's Gym är en gymkedja, ursprungligen startad i Kalifornien av Joe Gold.

## Historia
Gold's första gym finns i Venice Beach, Kalifornien, (ofta kallat "The Mecca of Bodybuilding") och blev allmänt känd på grund av de kända kroppsbyggare som tränade där, bland annat Arnold Schwarzenegger, vilket var en stor del i filmen Lyfta skrot, från 1977. Lyfta skrot skapade ett större intresse för kroppsbyggning, och Gold's Gym blev ett välkänt gym, världen över, efter filmen. Gold's Gym i Kalifornien är fram tills idag, fortfarande, ett välkänt och omtalat gym. 
Gold's Gym har för tillfället 686 gym och 3,5 miljoner medlemmar i 31 länder och 43 amerikanska stater. De har även licenserat sitt namn till olika produkter, såsom, fitnessprodukter, kosttillskott, och träningskläder.

## Kritik
Gymkedjan har fått kritik av konsumenter, bland annat för att ha förnyat kontrakt utan konsumentens vetskap och för att ha tagit ut orimliga eller icke godkända avgifter.